# إدواردو بارا (لاعب كرة سلة)
إدواردو بارا (بالإسبانية: Eduardo Parra) هو لاعب كرة سلة تشيلي. مثّل منتخب بلاده. شارك في دورة الألعاب الأولمبية الصيفية سنة 1948.

## روابط خارجية
- إدواردو بارا على موقع الاتحاد الدولي لكرة السلة (الإنجليزية)
- إدواردو بارا على موقع سبورتس رفرنس (الإنجليزية)
- إدواردو بارا على موقع أوليمبيديا (الإنجليزية)